# Saint-Flavy
Saint-Flavy – miejscowość i gmina we Francji, w regionie Grand Est, w departamencie Aube.
Według danych na rok 1990 gminę zamieszkiwało 247 osób, a gęstość zaludnienia wynosiła 14 osób/km².

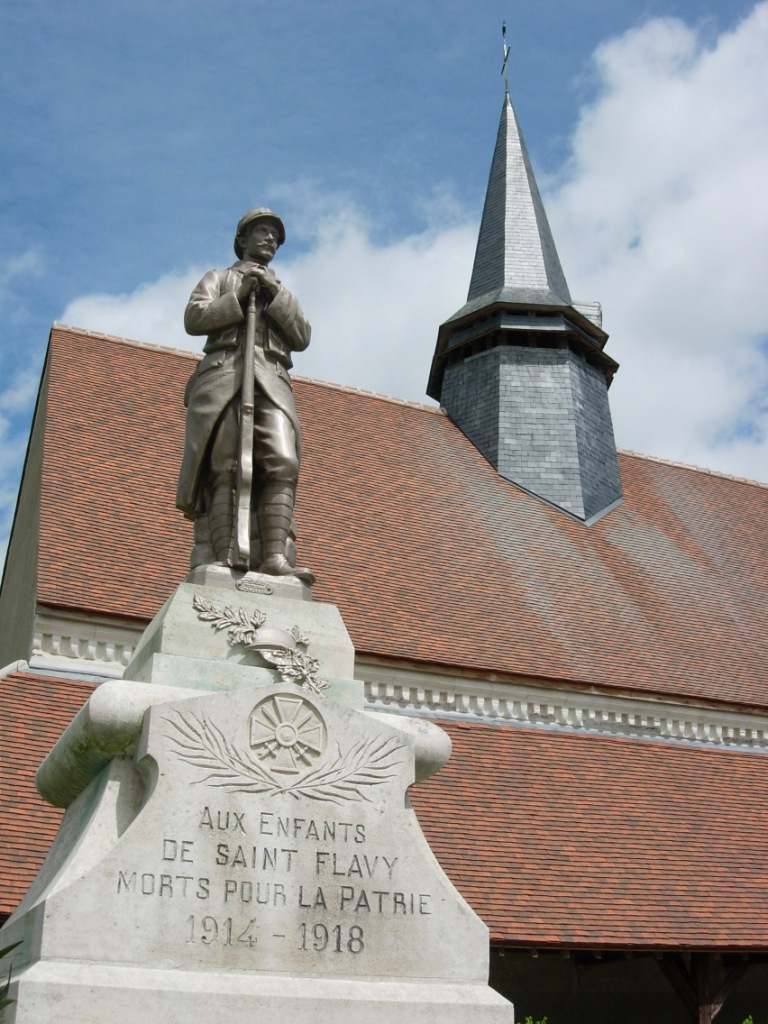
Pomnik w Saint-Flavy, 2006